# 小幡昌盛
小幡昌盛（1534年—1582年3月29日），日本戰國時代至安土桃山時代的武將。甲斐國武田氏家臣、足輕大將。父親是小畠虎盛（小幡虎盛）。武田二十四將之一。
小幡氏是遠江國勝間田出身，在日淨（盛次）、虎盛時期，於甲斐受武田信虎登用（『甲陽軍鑑』）。

## 生平

### 信玄時期
在天文3年（1534年）出生，家中次男。與父親虎盛一同仕於武田信玄。與虎盛一同在與越後國的上杉謙信對決的前線海津城守備，輔助春日虎綱（『軍鑑』）。永祿4年（1561年），因為虎盛在第四次川中島之戰前死去，於是繼任家督，被命令繼續並輔助虎綱。同年，在第四次川中島之戰中奮戰，以內藤昌秀配下的身份，擔任西上野的總橫目等（『軍鑑』）。
元龜2年（1571年）11月，為了監督領內僧人，與長坂昌國一同擔任祈禱奉行（『軍鑑』）。

### 勝賴時期
在信玄死後，仕於信玄的兒子勝賴。天正10年（1582年），在織田信長、德川家康聯合軍向武田領地侵攻（甲州征伐）時，因為生病而沒有參戰。在武田氏敗勢已現時，與逃到甲斐善光寺的勝賴告別後病死。享年49歲。

## 人物、逸話
- 主君武田信玄認為「鬼之子與鬼之女相配」（鬼の子には鬼の娘が相応しい），於是迎足輕大將原虎胤的女兒為正室（『軍鑑』）。

- 在父親虎盛死後，被推薦成為海津城副將，不過自己卻要求成為信玄的旗本，因此激怒信玄，並被命令在甲府妙音寺（日语：妙音寺）蟄居，甚至切腹。不過因為諏訪勝賴和土屋昌續為其求情而被赦免，並擔任足輕大將。

- 根據『甲陽軍鑑』記載，從向勝賴告別的記述內容來看，病名、死因是日本血吸蟲病。顯示在『甲陽軍鑑』寫成的時期，在甲斐國中可能已經有這種疫病蔓延。